# Penaoola algida
Penaoola algida là một loài nhện trong họ Amphinectidae. Loài này phân bố ở Nam Úc.